# 11795 Fredrikbruhn
11795 Fredrikbruhn este un asteroid din centura principală de asteroizi.

## Descriere
11795 Fredrikbruhn este un asteroid din centura principală de asteroizi. A fost descoperit pe 22 august 1979 la Observatorul La Silla de Claes-Ingvar Lagerkvist. Asteroidul prezintă o orbită caracterizată de o semiaxă mare de 2,87 ua, o excentricitate de 0,12 și o înclinație de 1,0° în raport cu ecliptica.